# Надеждинський сільський округ
Наде́ждинський сільський округ (каз. Надеждин ауылдық округі, рос. Надеждинский сельский округ) — адміністративна одиниця у складі Костанайського району Костанайської області Казахстану. Адміністративний центр — село Надеждинка.
Населення — 1377 осіб (2021; 1958 у 2009, 3090 у 1999, 3541 у 1989).
Станом на 1989 рк існували Воскресеновська сільська рада (селище Воскресеновка) та Надеждинська сільська рада (село Надеждинка, селище Майалап). 2017 року до складу сільського округу була включена територія ліквідованого Воскресеновського сільського округу.

## Склад
До складу округу входять такі населені пункти:
| Населений пункт     | Старі назви | Населення, осіб (1989) | Населення, осіб (1999) | Населення, осіб (2009) | Населення, осіб (2021) |
| ------------------- | ----------- | ---------------------- | ---------------------- | ---------------------- | ---------------------- |
| Воскресеновка, село | -           | 1015                   | 931                    | 505                    | 404                    |
| Майалап, село       | -           | 265                    | 234                    | 65                     | 62                     |
| Надеждинка, село    | -           | 2261                   | 1925                   | 1388                   | 911                    |